# Cimetière-parc du Mont-Valérien
Ne doit pas être confondu avec Cimetière du Mont-Valérien.
Le cimetière-parc du Mont-Valérien est un cimetière communal se trouvant à Nanterre (Hauts-de-Seine), sur un versant du mont Valérien.

## Situation et accès
Le cimetière, dont la construction s'est achevée en 1969 complète le cimetière du Centre. Il a été pensé pour être au maximum végétalisé : les concessions ne possèdent pas de pierres tombales, mais des dalles posées sur les pelouses. Sur 6,82 hectares, les espaces verts représentent 88 % du site : 16 km de haies et 3,5 hectares de pelouse sont entretenus par les équipes du cimetière.
Le cimetière est composé de deux parties, la partie haute et basse, séparées par la rue du Calvaire, à la limite des villes de Rueil-Malmaison et Suresnes. En 2020, il abrite plus de quatre mille sépultures. Il dispose d'un carré musulman et un crématorium se trouve à proximité.
Le parc est en gestion différenciée depuis 2008 et est en zéro phyto depuis 2015. Il a fait l'objet d'un diagnostic faunistique en 2009 par la Ligue pour la protection des oiseaux et d'un diagnostic floristique par Biotope en 2011. Huit espèces patrimoniales floristiques ont été identifiées sur le site depuis 2011 et 35 espèces d'oiseaux ont été observées.
En 2013, la commune signe la Charte de l’eau en partenariat avec l’Agence de l'eau Seine-Normandie et la région Île-de-France : la Ville s’engage à promouvoir toutes les actions permettant la protection de la ressource en eau et la préservation des milieux aquatiques. Ainsi, l'arrosage des massifs de fleurs s'effectue la nuit. L'espace est intégré à la Trame Verte et Bleue, qui le lie par exemple au parc des Chenevreux.

## Personnalités inhumées
- 2023 : Nahel Merzouk[4]